# Penhurst
Penhurst är en by och civil parish i Storbritannien.   Den ligger i grevskapet East Sussex och riksdelen England, i den södra delen av landet, 80 km sydost om huvudstaden London. Penhurst ligger 52 meter över havet och antalet invånare är 355.
Terrängen runt Penhurst är platt. Runt Penhurst är det ganska tätbefolkat, med 166 invånare per kvadratkilometer. Närmaste större samhälle är Eastbourne, 19,2 km sydväst om Penhurst. Trakten runt Penhurst består till största delen av jordbruksmark.